# HMS Majestic (1785)
Pour les autres navires du même nom, voir HMS Majestic.
Pour les articles homonymes, voir Majestic.

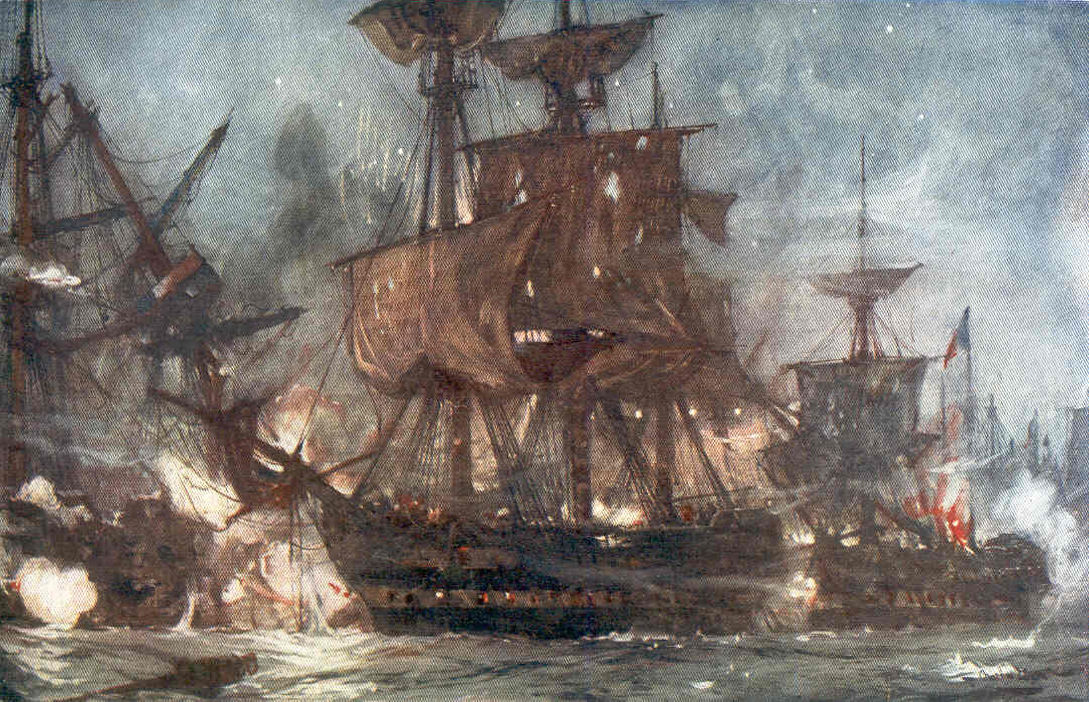
Le HMS Majestic à la bataille d'Aboukir.

Le HMS Majestic est un vaisseau de ligne de 74 canons de 3e rang en service dans la Royal Navy, lancé le 11 décembre 1785 à Deptford.
Le navire participe à la bataille navale d'Aboukir sous les ordres de George Blagdon Westcott (en). Le HMS Majestic combat contre le centre de la ligne française, manque de percuter l'Heureux et emmêle son foc dans les gréements du Tonnant qui l'engage à bout portant. Au cours de l'affrontement, le capitaine Westcott est tué par un tir de mousquet. Combattant ensuite à la fois contre l'Heureux et le Tonnant, le HMS Majestic perd au cours de la bataille son grand mât et son mât de misaine. Le navire britannique attaque cependant au petit matin l'arrière-garde française.
Le HMS Majestic est détruit en 1816 après un ensablement.